# فارل
فارل (بالألمانية: Varel) هي بلدة و بلدة ألمانية تقع في ألمانيا في سكسونيا السفلى. يقدر عدد سكانها بـ 25,084 نسمة .

## المدن التوأمة
مدينة جاكسون (ميشيغان) هي مدينة توأمة لـفارل.

## أعلام
- كارل بيكر
- هيلديغارد بيرنس
- فريتز سوهرين
- سارا بيليجريني
- أوسكار إميل ماير